# Brotheas camposi
Espèce
Brotheas camposi est une espèce de scorpions de la famille des Chactidae.

## Distribution
Cette se rencontre en Colombie dans le département de Guainía et au Venezuela dans l'État d'Amazonas,.

## Étymologie
Cette espèce est nommée en l'honneur d'Arquimedes Campos.

## Publication originale
- González-Sponga, 1972 : Broteas camposi (Scorpionida: Chactidae) nueva especie para la Amazonia Colombiana. Memoria de la Sociedad de Ciencias Naturales La Salle, vol. 32, no 91, p. 55-67.